# Retrodesmus dammermani
Retrodesmus dammermani är en mångfotingart som beskrevs av Chamberlin 1945. Retrodesmus dammermani ingår i släktet Retrodesmus och familjen Opisotretidae. Inga underarter finns listade i Catalogue of Life.